# Sant Joaquim d'Olivars
Sant Joaquim d'Olivars és una església del municipi de Sant Julià de Ramis (Gironès) protegida com a bé cultural d'interès local.

## Descripció
Té una capella d'una sola nau, de volta de canó, ara enfonsada, i absis semicircular. L'entrada és a l'oest i la llinda de la porta és bisellada i té una data inscrita (1633). A sobre hi ha un òcul de dues peces i dos incisions circulars de decoració i restes de l'Ave Maria. Clou la façana un campanar d'espadanya de dos forats, del qual només queden els pilars. Sembla que antigament la façana era a solana i ara hi ha un esbornac. La façana nord té tres contraforts posteriors.
L'interior té el sostre enfonsat i l'absis mig tapat pel pedruscall. Al costat de la façana nord hi ha dos arcs de punt rodó, així com restes de l'arrencada de la volta i d'una cornisa. Molta vegetació també. A l'absis hi ha restes de l'arrencada de la volta i d'una cornisa, així com forats on hi podia haver un baldaquí. Està realitzada amb carreus irregulars i de diferents materials. Hi ha restes romanes a l'absis (tegulae).
La llinda de la porta indica l'any 1633.
El 2021 el bisbat de Girona va cedir la propietat de la capella al municipi de Sant Julià de Ramis per no tenir els recursos necessaris per a la seva reconstrucció i manteniment.